# Kharkada
Kharkada (nep. खरकडा) – gaun wikas samiti w zachodniej części Nepalu w strefie Mahakali w dystrykcie Darchula. Według nepalskiego spisu powszechnego z 2001 roku liczył on 528 gospodarstw domowych i 2974 mieszkańców (1643 kobiet i 1331 mężczyzn).